# Poldermuseum-Lillo

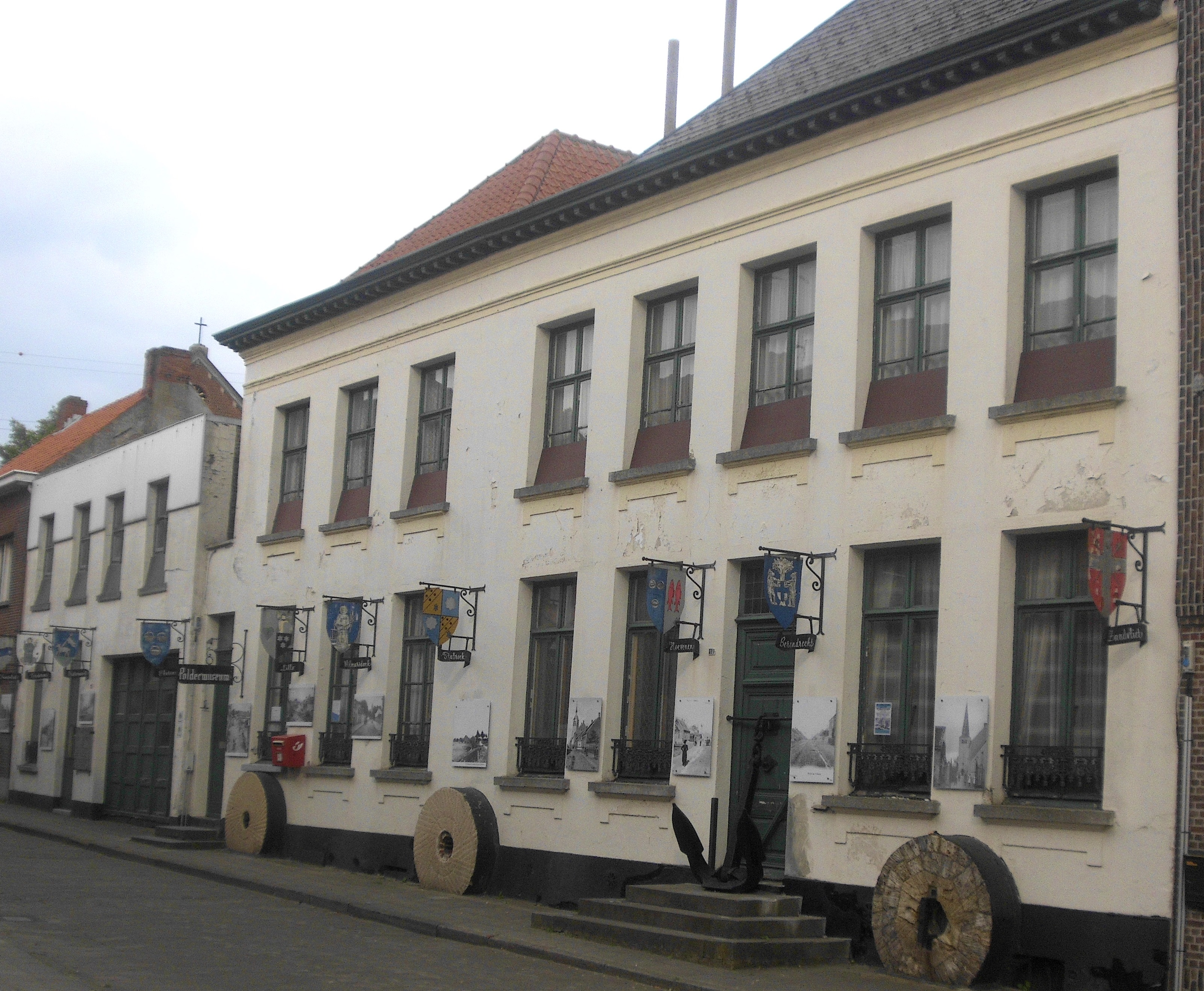
Foto Poldermuseum in Lillo

Het poldermuseum in Lillo, opgericht 1959, heeft als doel zowel het karakter als de geschiedenis van De Antwerpse Polders weer te geven en te bewaren. Tegenwoordig is het een volwaardig heemkundig museum. Er zijn 34 ingerichte stijlkamers (o.a. dorpscafé, bakkerij, winkel, klaslokaal) die een beeld geven van het leven in de verdwenen dorpen in De Antwerpse Polders. Ook is er een kamer ingericht die ingaat op het gansrijden.
In de jaren 1950 begon de grote groei van de Haven van Antwerpen op de rechteroever. Verschillende dorpen (Wilmarsdonk, Oorderen, Oosterweel, Lillo) moesten plaatsmaken om deze groei mogelijk te maken, aangezien Antwerpen het wereldcentrum voor de chemische industrie moest worden. Al snel vreesden enkele inwoners, voornamelijk onder impuls van pastoor Eelen (Wilmarsdonk) dat hun dorpen en gebruiken in de geschiedenisboeken en vergetelheid zouden verdwijnen. Pastoor Eelen realiseerde zich zeer goed hoe groot de impact was van de havenuitbreiding die er zat aan te komen, omdat zijn broer toenmalig hoofdingenieur was bij het Ministerie van Openbare werken. Daarom begonnen zij voorwerpen te verzamelen en deze vanaf 1959 onder te brengen in het "poldermuseum" in Wilmarsdonk. Aanvankelijk was dit "poldermuseum" ondergebracht in de parochiezaal van Wilmarsdonk, aan de Wilmarsstraat (waar ook de bibliotheek was gevestigd). Toen ook de dorpskom van Wilmarsdonk moest verdwijnen (1962), werd de verzameling ondergebracht in onder andere een voormalige beschuitbakkerij in Lillo-Fort, waar het poldermuseum zich sinds 1963 bevindt. Meer info: http://www.poldermuseum-lillo.be/wat-is-het-poldermuseum/